# Goryphus corniger
Goryphus corniger là một loài tò vò trong họ Ichneumonidae.